# Studio Sex
Studio Sex (Studio Sex), noto anche come Annika: Crime Reporter - Studio Sex, è un film del 2012 diretto da Agneta Fagerström-Olsson.
Il soggetto è tratto dall'omonimo romanzo scritto da Liza Marklund che fa parte di una fortunata serie incentrata sul personaggio della giornalista Annika Bengtzon. Questo è il quinto film tratto dai romanzi di Liza Marklund, ed è il terzo di una serie di sei pellicole, girate con lo stesso cast e la stessa protagonista interpretata da Malin Crépin.
Il film è stato distribuito solo in DVD.

## Trama
Alla fine dell'estate, il giorno stesso in cui Annika Bengtzon torna a Stoccolma lasciando il marito Thomas e in figli ancora in vacanza nell'arcipelago, una ragazza viene trovata strangolata in un parco, completamente nuda.
Accorsa sul posto, Annika incontra il commissario Q, dal quale viene a sapere che la vittima ancora non ha un nome; il riconoscimento avverrà poco più tardi all'obitorio, quando la coinquilina Patricia riconosce la propria compagna di stanza Josephine. Annika vorrebbe intervistarla, ma Patricia è molto reticente; acconsente solo quando la giornalista le garantisce che non scriverà nulla di ciò che potrà rivelare.
Patricia e Josephine lavoravano insieme in un locale chiamato Studio Sex, la prima come cameriera, la seconda, probabilmente, praticava anche striptease. Il proprietario del locale è Joachim, il ragazzo di Josephine.
Annika mantiene la parola ma il giornale per cui lavora, il Kvällspressen, pubblica comunque la notizia con un taglio sensazionalistico perché il suo collega Patrik Nilsson ha fatto le stesse scoperte sul conto della vittima. Il padre di Josephine arriva nella sede del giornale e insulta Annika, credendo sia l'autrice del servizio.
I vestiti della vittima vengono ritrovati in una discarica, non ci sono tracce. Il commissario Q. avvisa Annika di non accusare Joachim, il proprietario del locale, perché ha un alibi confermato da numerosi dipendenti. Le indagini della polizia arrivano invece fino a Christer Lundgren, ministro del Commercio Estero, proprietario di una casa che si affaccia sul parco dove è stato rinvenuto il cadavere di Josephine. Annika scopre che Ludngren ha presentato per il rimborso una fattura dello Studio Sex rilasciata la sera dell'omicidio. Il primo ministro lo convince a dare le dimissioni e lo allontana da Stoccolma.
Patricia rimane senza casa perché i genitori di Josephine la costringono a lasciare l'appartamento di loro proprietà. Annika la invita provvisoriamente a dormire a casa sua, senza dirlo a Thomas, ancora in vacanza nell'arcipelago con i bambini. Si fa anche accompagnare dalla ragazza allo Studio Sex, spacciandosi per sua amica; attira l'attenzione di Joachim che le offre un lavoro nel locale.
Annika scopre casualmente che il ministro Lundgren è in possesso di un alibi di ferro che non ha fatto valere: la sera in questione non poteva trovarsi allo Studio Sex perché aveva appena preso l'aereo per Oslo. Qualcun altro era al locale e ha firmato con il suo nome: ma perché il ministro non rivela la verità?
Nel frattempo Patricia viene violentata da Joachim allo Studio Sex, Annika se ne accorge dai lividi. Q. le confida di essere sicuro che l'assassino è il proprietario del locale, ma di non poterlo provare perché coperto da un alibi probabilmente fasullo. Annika sente molto le necessità di assicurare alla giustizia l'assassino di Josephine, perché la storia della sfortunata ragazza le ricorda una vicenda di stalking della quale lei stessa è stata vittima anni prima, e che rievoca rileggendo, con difficoltà, il diario scritto a quel tempo. Quando aveva deciso di lasciare il ragazzo con cui aveva una relazione, lui l'aveva perseguitata al punto di tentare di violentarla in un luogo isolato. Annika si era difesa in ogni modo, provocando involontariamente la morte dell'aggressore.
L'unico modo per inchiodare il responsabile della morte violenta di Josephine sembra, questa volta, mettersi in gioco in prima persona. Annika torna quindi allo Studio Sex insieme a Patricia, e finge di accettare la proposta di Joachim, che la mette subito alla prova come croupier al tavolo da gioco. Uno dei suoi uomini però la riconosce dalla prima pagina del giornale; Annika fa appena in tempo a avvertire Q. via telefono perché Joachim tenta di strangolarla. La polizia fa irruzione allo Studio Sex e la salva, Patricia accetta di testimoniare contro il suo datore di lavoro: l'ha visto seguire Josephine la sera in cui è stata uccisa.
Nel finale si scopre che il ministro Lundgren non era allo Studio Sex la sera del delitto, ma ha dovuto coprire una sua collega per ragioni di opportunità politica. Verrà compensato con la carica di governatore di una Regione subito dopo le elezioni, vinte dal partito di governo.